# Черноголовка крупноцветковая
Черноголо́вка крупноцветко́вая (лат. Prunélla grandiflóra) — многолетнее травянистое растение; вид рода Черноголовка (Prunella) семейства Яснотковые (Lamiaceae). По данным The Plant List на 2010 год, в синонимику вида входят названия Prunella grandiflora  (L.) Jacq. и Prunella vulgaris var. grandiflora L.

## Ботаническое описание

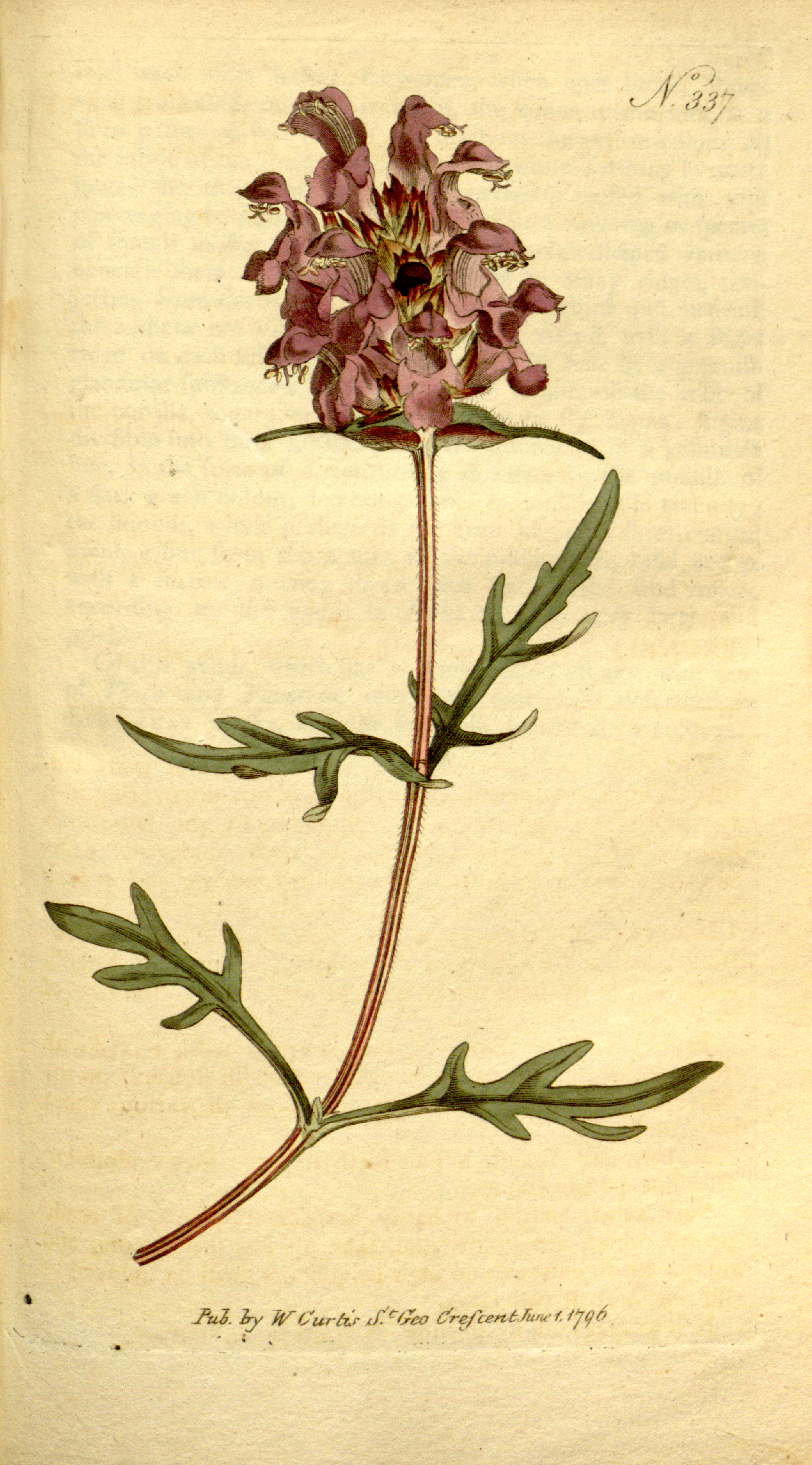
Ботаническая иллюстрация Уильяма Кёртиса из The Botanical Magazine, том 10. 1796

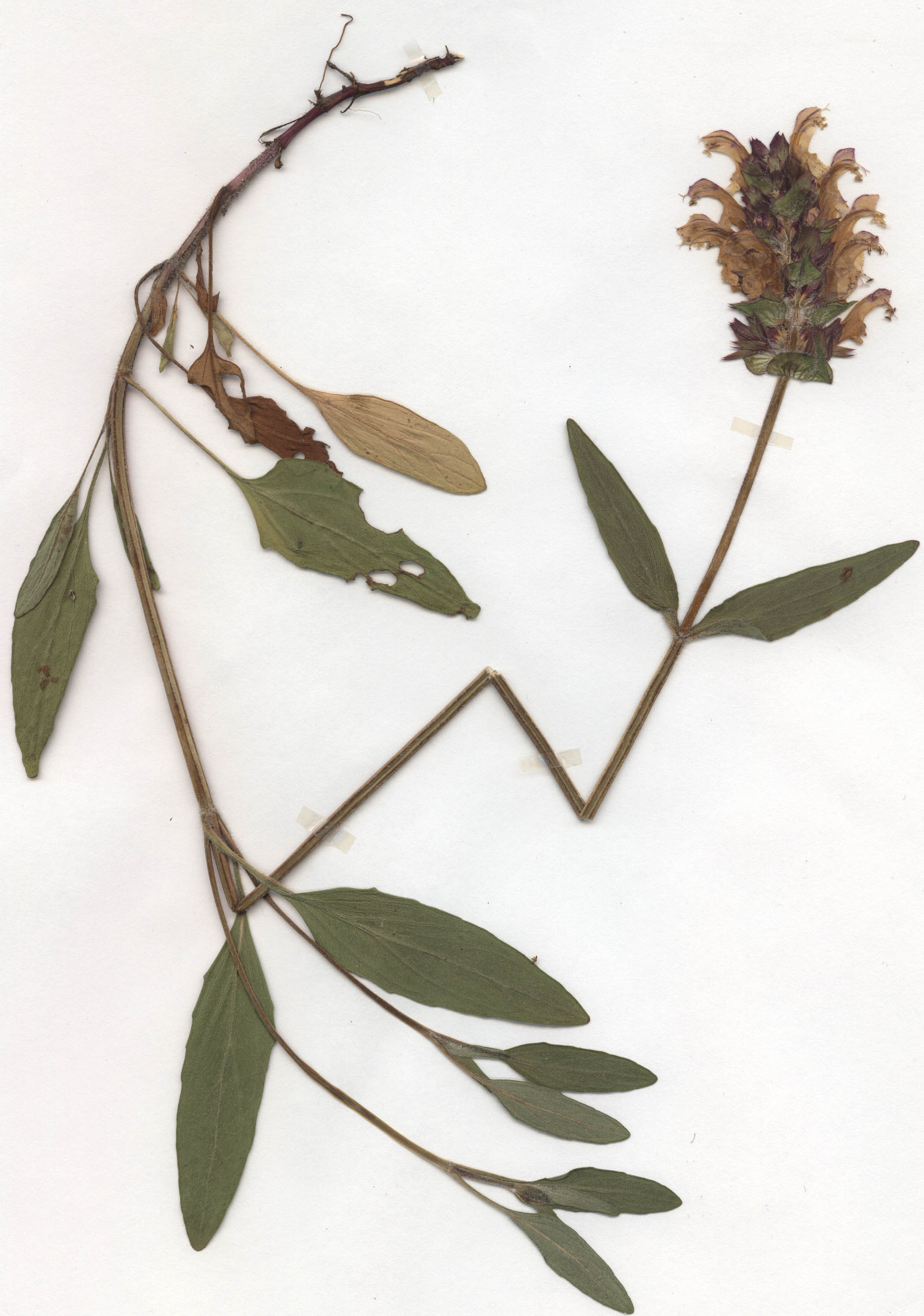
Растение в гербарии

Многолетнее голое или скудно и шероховато опушённое растение 15—60 см высотой, с приподнимающимися стеблями.
Корневище ползучее, большей частью подземное.
Листья на длинных черешках, продолговатые или яйцевидно продолговатые, цельнокрайные или реже, преимущественно у основания, по краю расставленно зубчатые, цельные, иногда перисторассечённые.
Прицветники почти перепончатые, округлые, с сердцевидным основанием, по краю реснитчатые, остроконечные. Соцветия яйцевидные или продолговатые, без парных листьев при основании, реже с придвинутой к соцветию парой листьев, верхняя губа чашечки явно коротко трёхзубчатая, зубцы её широко и коротко треугольные, с остроконечием, боковые зубцы несколько длиннее среднего. Нижняя губа чашечки двураздельная до трети своей длины, с продолговато ланцетными зубцами. Венчик 16—27 (до 30) мм длины, в два — четыре раза длиннее чашечки, сине-фиолетовый или красноватый; трубка венчика несколько изогнутая. Нити длинных тычинок тупоконечные, с коротким тупым бугорком. Столбик превышает венчик.
Орешки округлые или округло яйцевидные, около 2 мм длины, 1,5 мм ширины, тупые на верхушке, у основания с острым сероватым рубчиком, с поверхности голые и слегка бугорчатые, на спинке и по краю с бороздкой, менее выраженной с брюшной стороны. Цветёт в июне — сентябре.

## Распространение и местообитание
- В России: европейская часть, преимущественно в чернозёмных областях, на Кавказе;
- В мире: Кавказ (Грузия), Средняя и Атлантическая Европа, Средиземноморье, Малая Азия, Иран, Крым, Балканы[4], как заносное — в Северной Америке. Предпочитает светлые леса, кустарники, луга, каменистые склоны, на Кавказе растет на лугах и на опушках до среднего горного пояса[5].

Лимитирующие факторы — усиление антропогенной нагрузки (нарушение местообитаний вида), сбор населением (привлекает декоративностью), интенсивный выпас, естественные смены растительных сообществ.

## Охранный статус

### В России
В России вид входит в многие Красные книги субъектов Российской Федерации: Белгородская, Волгоградская, Калужская, Курская, Липецкая, Московская, Пензенская, Рязанская, Саратовская и Тульская области.
Растёт на территории нескольких особо охраняемых природных территорий России.

### На Украине
Решением Луганского областного совета № 32/21 от 03.12.2009 г. вид входит в «Список регионально редких растений Луганской области».

### Иные страны Европы
Входит также в Красную книгу Литовской Республики.